# Сетин, Павел Витальевич
Сетин Павел Витальевич (азерб. Pavel Vitalyeviç Setin; род. 17 сентября 1988); азербайджанский легкоатлет, специализирующийся в спринтерских дистанциях. В 2012 году на XIV летних Паралимпийских играх в Лондоне завоевал бронзовую медаль в эстафете 4×100 метров (классы T11/T13) с результатом 42,92 секунды.

## Биография
На этих Играх Сетин также участвовал в забегах на 100 и 200 метров, но не смог выйти в финал. Его гидом был Эльчин Мурадов.
14 сентября 2012 года указом Президента Азербайджана Ильхама Алиева за достижения на XIV летних Паралимпийских играх и заслуги в развитии азербайджанского спорта Павел Сетин был награжден медалью «Тярягги» («Прогресс»).